# Caesetius spenceri
Caesetius spenceri là một loài nhện trong họ Zodariidae.
Loài này thuộc chi Caesetius. Caesetius spenceri được Mary Agard Pocock miêu tả năm 1900.